# Kaleida (Band)
Kaleida ist ein britisch-deutsches Bandprojekt. Christina Wood ist Sängerin und Cicely Goulder spielt Keyboard und ist für die Produktion der Lieder zuständig.

## Geschichte
Das Duo wurde nach eigenen Angaben durch einen gemeinsamen Freund 2013 zusammengebracht. Sodann produzierten sie bis 2014 Singles, die sie zur Promotion nutzten und Plattenfirmen zusendeten. Nachdem sie ihren Youtube-Account online setzen, erreichte das Lied Think über Nacht mehr als 60.000 Seitenaufrufe. Am 19. Dezember 2014 unterzeichneten sie ihren Vertrag bei Lex Records über ihre erste Single Think. Im gleichen Jahr wurde das Lied im ersten John-Wick-Film verwendet. Ihr erstes Album Tear the Roots erschien 2017. Dieses beinhaltete den für den Agententhriller Atomic Blonde eingespielten Covertrack von Nenas 99 Luftballons, der sich in das 1980er-Jahre-Ambiente des gesamten Soundtracks einbettete. Ab 2015 folgten verschiedene größere Touren. So spielten sie bereits im Vorprogramm von Alt-J, Róisín Murphy und MS MR. Es folgten weitere Singleveröffentlichungen, bis schließlich 2017 ihr erstes Studioalbum Tear the Roots bei ihrem Stammlabel veröffentlicht wurde.

## Diskografie

### Alben
- 2024: In Arms (Lex Records)
- 2020: Odyssey
- 2017: Tear the Roots (Lex Records)

### Singles
- 2015: Think (Lex Records)
- 2016: Detune (Lex Records)

### Soundtrackbeiträge
- 2014: John Wick: Original Motion Picture Soundtrack – Think
- 2017: Atomic Blonde: Original Motion Picture Soundtrack – 99 Luftballons